# Саут-Лайнвілл (Міссурі)
Саут-Лайнвілл (англ. South Lineville) — селище (англ. village) в США, в окрузі Мерсер штату Міссурі. Населення — 13 осіб (2020).

## Географія
Саут-Лайнвілл розташований за координатами 40°34′43″ пн. ш. 93°31′27″ зх. д. / 40.57861° пн. ш. 93.52417° зх. д. (40.578565, -93.524074).  За даними Бюро перепису населення США в 2010 році селище мало площу 0,14 км², уся площа — суходіл.

## Демографія
Згідно з переписом 2010 року, у місті мешкало 28 осіб у 13 домогосподарствах у складі 6 родин. Густота населення становила 198 осіб/км².  Було 16 помешкань (113/км²).
Расовий склад населення:
| - 100,0 % — білих |

До двох чи більше рас належало 0,0 %. Частка іспаномовних становила 0,0 % від усіх жителів.
За віковим діапазоном населення розподілялося таким чином: 17,9 % — особи молодші 18 років, 57,1 % — особи у віці 18—64 років, 25,0 % — особи у віці 65 років та старші. Медіана віку мешканця становила 48,5 року. На 100 осіб жіночої статі у місті припадало 154,5 чоловіків;  на 100 жінок у віці від 18 років та старших — 155,6 чоловіків також старших 18 років.
За межею бідності перебувало 12,0 % осіб, у тому числі 0,0 % дітей у віці до 18 років та 60,0 % осіб у віці 65 років та старших.
Цивільне працевлаштоване населення становило 11 осіб. Основні галузі зайнятості: роздрібна торгівля — 100,0 %.